# Zakatoshia erikssonii
Zakatoshia erikssonii är en svampart som beskrevs av W. Gams 1986. Zakatoshia erikssonii ingår i släktet Zakatoshia, divisionen sporsäcksvampar och riket svampar.   Inga underarter finns listade i Catalogue of Life.